# Endotheliale Mikropartikel
Unter endothelialen oder membranären Mikropartikeln versteht man in der Medizin Vesikel aus Zellmembranbestandteilen, die von verschiedenen Zellen wie Blutplättchen oder bestimmten weißen Blutkörperchen, den Monozyten, ins Blut abgegeben werden. Aufgrund ihrer Größe werden diese Vesikel als Mikropartikel bezeichnet.
Endotheliale Mikropartikel enthalten verschiedene Proteine, wie zum Beispiel das transmembranöse Glykoprotein Gewebefaktor (engl. tissue factor) oder Zelladhäsionsmoleküle. Sie spielen eine wichtige Rolle bei der Blutgerinnung.